# Anthemis kruegeriana
Anthemis kruegeriana là một loài thực vật có hoa trong họ Cúc. Loài này được Pamp. mô tả khoa học đầu tiên năm 1928.